# Панченко Павло Григорович
Панченко Павло Григорович (1893, Сквира, Київська губернія, Російська імперія — ?) — підполковник Армії УНР.

## Біографія
Народився у місті Сквира Київської губернії. 
На військову службу вступив у 1914 році. Останнє звання у російській армії — штабс-капітан.
В українській армії з 1917 року. У червні липні 1919 року — командир 1-го пішого полку 5-ї Селянської дивізії, який наприкінці липня було переформовано у 15-й піший полк ім. Т. Г. Шевченка Дієвої Армії УНР. Очолював цей полк до середини вересня 1919 року. З листопада 1919 року командир збірного куреня, що складався з решток 15-го полку ім. Т. Г. Шевченка. У 1920 - 1921 роках служив у 4-й Київській дивізії Армії УНР. Станом на 1 лютого 1922 року — командир 1-го куреня Окремої бригади прикордонної охорони Армії УНР.
Подальша доля невідома.